# Lagune de Santa Rosa
La lagune de Santa Rosa (en anglais : Laguna de Santa Rosa) est une zone humide américaine dans le comté de Sonoma, en Californie. Elle constitue un site Ramsar depuis le 16 avril 2010.